# Boarmia orizabaria
Boarmia orizabaria är en fjärilsart som beskrevs av William Schaus 1897. Boarmia orizabaria ingår i släktet Boarmia och familjen mätare. Inga underarter finns listade i Catalogue of Life.